# Société nucléaire européenne
 (septembre 2024).
La Société nucléaire européenne (en anglais : European Nuclear Society (ENS)), fondée en 1975, est une fédération de 30 sociétés nucléaires dans 21 pays situés de l'océan Atlantique à l'Oural, à travers la Russie jusqu'à l'Océan Pacifique. Elle promeut le développement scientifique et industriel de l'utilisation de l'énergie nucléaire.

## Historique
En 1975, la Société française d'énergie nucléaire (SFEN) est membre fondateur et l’un des principaux animateur de la Société nucléaire européenne.